# Trilhadeira
A trilhadeira é uma máquina agrícola utilizada para separar os grãos de cereais, como milho, trigo, arroz e feijão, das palhas, espigas ou sabugos. É uma das invenções mais importantes para a mecanização agrícola, contribuindo para o aumento da eficiência na colheita e no processamento de grãos.

## História

#### Origem Internacional
O conceito de máquinas para separação de grãos remonta ao final do século XVIII, com a invenção da primeira máquina debulhadora por Andrew Meikle, na Escócia, em 1784. Essas máquinas evoluíram ao longo do século XIX e início do século XX, sendo amplamente utilizadas nos Estados Unidos e Europa, como precursoras das colheitadeiras modernas.  

#### Chegada ao Brasil
No Brasil, as primeiras trilhadeiras foram importadas no início do século XX, mas a produção local começou a se desenvolver nas décadas seguintes. Um marco foi a criação da trilhadeira Vencedora em 1936, por Caetano Natal Branco, em Joaçaba (SC). A máquina, inicialmente fabricada de forma artesanal, foi adaptada para diferentes culturas e tornou-se uma das primeiras iniciativas industriais voltadas ao setor agrícola brasileiro.
Outro momento significativo foi em 1947, quando o Grupo SLC, em Horizontina (RS), lançou a trilhadeira estacionária. Essa inovação consolidou o papel da mecanização na agricultura brasileira e abriu caminho para o desenvolvimento de tecnologias mais avançadas, como as colheitadeiras.

## Funcionamento
A trilhadeira separa os grãos das palhas e espigas por meio de um sistema de impacto e fricção. A planta é alimentada na máquina, onde cilindros ou rotores giram em alta velocidade para quebrar as espigas ou debulhar os grãos. Os resíduos, como palhas e cascas, são expelidos, enquanto os grãos são direcionados para armazenamento.
Essa tecnologia foi essencial para reduzir o trabalho manual, especialmente em pequenas e médias propriedades, onde continuou a ser amplamente usada mesmo após a popularização das colheitadeira.

## Diferença entre trilhadeira e colheitadeira
Embora ambas tenham funções semelhantes, a principal diferença está no nível de automação. A trilhadeira realiza apenas a separação dos grãos, exigindo que a colheita e o transporte sejam feitos separadamente. Já a colheitadeira combina várias etapas, incluindo a colheita, trilha e armazenamento dos grãos, otimizando o processo agrícola em larga escala.

## Uso Atual
Ainda existe a utilização em pequenas propriedades, para uso em pequena escala ou quando o terreno é íngreme demais para utilização de uma máquina colheitadeira.

## Etimologia
O termo "trilhadeira" deriva do verbo "trilhar", que significa "separar grãos das espigas ou palhas". Sua origem vem do latim terliare, ligado a terlia ("trilha" ou "passagem"). O nome reflete a funcionalidade principal da máquina: trilhar os grãos, separando-os de suas estruturas naturais.